# Oxyria sinensis
Oxyria sinensis là một loài thực vật có hoa trong họ Rau răm. Loài này được Hemsl. mô tả khoa học đầu tiên năm 1892.